# Campionato mondiale di motocross 2017
Il campionato mondiale di motocross 2017 è la sessantunesima edizione del campionato mondiale di motocross.

## Stagione
Per quanto concerne la MXGP, il titolo è stato vinto dall'italiano Antonio Cairoli su KTM che, vincendo sei Gran Premi, fa suo il titolo con una gara d'anticipo sulla fine del campionato. Grazie a questa affermazione, Cairoli diventa il secondo pilota più titolato nella storia del Motocross, avendo vinto nove titoli mondiali. Nella classe MX2, il titolo è stato vinto dal lettone Pauls Jonass, anch'egli su KTM e come Cairoli vincitore di sei Gran Premi in stagione. In questo caso si tratta della prima affermazione iridata per un pilota lettone.
Per quanto concerne i costruttori, questa stagione segna il dominio di KTM, che vince tutti e quattro i titoli mondiali nelle due classi.

## MXGP

### Calendario
| Data         | Gran Premio    | Località           | Vincitore Gara 1 | Vincitore Gara 2 | Vincitore GP     |
| ------------ | -------------- | ------------------ | ---------------- | ---------------- | ---------------- |
| 25 febbraio  | Qatar          | Circuito di Losail | Antonio Cairoli  | Antonio Cairoli  | Antonio Cairoli  |
| 5 marzo      | Indonesia      | Pangkal Pinang     | Shaun Simpson    | Non disputata    | Shaun Simpson    |
| 19 marzo     | Argentina      | Neuquén            | Tim Gajser       | Tim Gajser       | Tim Gajser       |
| 2 aprile     | Messico        | León               | Tim Gajser       | Tim Gajser       | Tim Gajser       |
| 16 aprile    | Italia         | Pietramurata       | Antonio Cairoli  | Tim Gajser       | Antonio Cairoli  |
| 23 aprile    | Unione europea | Valkenswaard       | Paulin Gautier   | Antonio Cairoli  | Paulin Gautier   |
| 7 maggio     | Lettonia       | Ķegums             | Jeffrey Herlings | Jeffrey Herlings | Jeffrey Herlings |
| 21 maggio    | Germania       | Teutschenthal      | Jeffrey Herlings | Antonio Cairoli  | Antonio Cairoli  |
| 28 maggio    | Francia        | Ernée              | Maximilian Nagl  | Clément Desalle  | Clément Desalle  |
| 11 giugno    | Russia         | Orlyonok           | Jeffrey Herlings | Clément Desalle  | Clément Desalle  |
| 25 giugno    | Italia         | Ottobiano          | Antonio Cairoli  | Antonio Cairoli  | Antonio Cairoli  |
| 2 luglio     | Portogallo     | Águeda             | Jeffrey Herlings | Antonio Cairoli  | Antonio Cairoli  |
| 23 luglio    | Rep. Ceca      | Loket              | Tim Gajser       | Antonio Cairoli  | Antonio Cairoli  |
| 6 agosto     | Belgio         | Lommel             | Jeffrey Herlings | Jeffrey Herlings | Jeffrey Herlings |
| 13 agosto    | Svizzera       | Frauenfeld         | Arnaud Tonus     | Jeffrey Herlings | Jeffrey Herlings |
| 20 agosto    | Svezia         | Uddevalla          | Tim Gajser       | Romain Febvre    | Tim Gajser       |
| 3 settembre  | Stati Uniti    | Jacksonville       | Eli Tomac        | Jeffrey Herlings | Jeffrey Herlings |
| 10 settembre | Paesi Bassi    | Assen              | Jeffrey Herlings | Jeffrey Herlings | Jeffrey Herlings |
| 17 settembre | Francia        | Villars-sous-Écot  | Tim Gajser       | Jeffrey Herlings | Jeffrey Herlings |

### Classifiche finali

#### Piloti
| Pos. | Pilota              | Moto      | Punti |
| ---- | ------------------- | --------- | ----- |
| 1º   | Antonio Cairoli     | KTM       | 722   |
| 2º   | Jeffrey Herlings    | KTM       | 672   |
| 3º   | Gautier Paulin      | Husqvarna | 602   |
| 4º   | Clément Desalle     | Kawasaki  | 544   |
| 5º   | Tim Gajser          | Honda     | 530   |
| 6º   | Romain Febvre       | Yamaha    | 519   |
| 7º   | Jeremy Van Horebeek | Yamaha    | 443   |
| 8º   | Maximilian Nagl     | Husqvarna | 439   |
| 9º   | Max Anstie          | Husqvarna | 436   |
| 10º  | Glenn Coldenhoff    | KTM       | 424   |

#### Costruttori
| Pos. | Costruttore | Punti |
| ---- | ----------- | ----- |
| 1º   | KTM         | 834   |
| 2º   | Husqvarna   | 698   |
| 3º   | Yamaha      | 659   |
| 4º   | Honda       | 631   |
| 5º   | Kawasaki    | 584   |
| 6º   | Suzuki      | 440   |

## MX2

### Calendario
| Data         | Gran Premio    | Località           | Vincitore Gara 1   | Vincitore Gara 2   | Vincitore GP       |
| ------------ | -------------- | ------------------ | ------------------ | ------------------ | ------------------ |
| 25 febbraio  | Qatar          | Circuito di Losail | Pauls Jonass       | Pauls Jonass       | Pauls Jonass       |
| 5 marzo      | Indonesia      | Pangkal Pinang     | Jeremy Seewer      | Samuele Bernardini | Jeremy Seewer      |
| 19 marzo     | Argentina      | Neuquén            | Pauls Jonass       | Pauls Jonass       | Pauls Jonass       |
| 2 aprile     | Messico        | León               | Jeremy Seewer      | Thomas Covington   | Thomas Covington   |
| 16 aprile    | Italia         | Pietramurata       | Pauls Jonass       | Jorge Prado García | Jorge Prado García |
| 23 aprile    | Unione europea | Valkenswaard       | Pauls Jonass       | Pauls Jonass       | Pauls Jonass       |
| 7 maggio     | Lettonia       | Ķegums             | Thomas Kjer Olsen  | Pauls Jonass       | Thomas Kjer Olsen  |
| 21 maggio    | Germania       | Teutschenthal      | Jeremy Seewer      | Thomas Covington   | Jeremy Seewer      |
| 28 maggio    | Francia        | Ernée              | Pauls Jonass       | Benoit Paturel     | Pauls Jonass       |
| 11 giugno    | Russia         | Orlyonok           | Thomas Kjer Olsen  | Jeremy Seewer      | Pauls Jonass       |
| 25 giugno    | Italia         | Ottobiano          | Jeremy Seewer      | Pauls Jonass       | Jeremy Seewer      |
| 2 luglio     | Portogallo     | Águeda             | Pauls Jonass       | Jeremy Seewer      | Jeremy Seewer      |
| 23 luglio    | Rep. Ceca      | Loket              | Thomas Covington   | Pauls Jonass       | Pauls Jonass       |
| 6 agosto     | Belgio         | Lommel             | Pauls Jonass       | Jorge Prado García | Jorge Prado García |
| 13 agosto    | Svizzera       | Frauenfeld         | Jeremy Seewer      | Benoit Paturel     | Benoit Paturel     |
| 20 agosto    | Svezia         | Uddevalla          | Jorge Prado García | Thomas Covington   | Jeremy Seewer      |
| 3 settembre  | Stati Uniti    | Jacksonville       | RJ Hampshire       | RJ Hampshire       | RJ Hampshire       |
| 10 settembre | Paesi Bassi    | Assen              | Pauls Jonass       | Jorge Prado García | Jorge Prado García |
| 17 settembre | Francia        | Villars-sous-Écot  | Thomas Covington   | Hunter Lawrence    | Thomas Covington   |

### Classifiche finali

#### Piloti
| Pos. | Pilota             | Moto      | Punti |
| ---- | ------------------ | --------- | ----- |
| 1º   | Pauls Jonass       | KTM       | 771   |
| 2º   | Jeremy Seewer      | Suzuki    | 732   |
| 3º   | Thomas Kjer Olsen  | Husqvarna | 579   |
| 4º   | Thomas Covington   | Husqvarna | 532   |
| 5º   | Benoit Paturel     | Yamaha    | 504   |
| 6º   | Julien Lieber      | KTM       | 490   |
| 7º   | Jorge Prado García | KTM       | 460   |
| 8º   | Brian Bogers       | KTM       | 407   |
| 9º   | Hunter Lawrence    | Suzuki    | 395   |
| 10º  | Brent Van doninck  | Yamaha    | 309   |

#### Costruttori
| Pos. | Costruttore | Punti |
| ---- | ----------- | ----- |
| 1º   | KTM         | 848   |
| 2º   | Suzuki      | 766   |
| 3º   | Husqvarna   | 728   |
| 4º   | Yamaha      | 623   |
| 5º   | Kawasaki    | 414   |
| 6º   | Honda       | 370   |
| 7º   | TM          | 156   |